# Kouilou (departement)
Kouilou är ett departement i Kongo-Brazzaville. Det ligger i den sydvästra delen av landet, 400 km väster om huvudstaden Brazzaville. Antalet invånare är 129 398.
Kouilou delas in i:
- Hinda
- Kakamoeka
- Loango
- Madingo-Kayes
- Mvouti
- Nzambi